# Santinezia spinulata
Santinezia spinulata is een hooiwagen uit de familie Cranaidae.